# فيلي أورموند
فيلي أورموند (بالإنجليزية: Willie Ormond)‏ (26 أغسطس 1926 في المملكة المتحدة - 1992) هو لاعب كرة قدم بريطاني (وحمل سابقاً جنسية المملكة المتحدة لبريطانيا العظمى وأيرلندا) في مركز جناح ‏. لعب مع أولدهام أثلتيك وسكونثورب يونايتد ونادي بارتيك ثيسل ونادي بلاكبول ونادي بارو وArthurlie F.C. ‏ وBarnstaple Town F.C. ‏ ونادي ويموث.